# Phaegoptera punctularis
Phaegoptera punctularis là một loài bướm đêm thuộc phân họ Arctiinae, họ Erebidae.